# Sinfonía n.º 30 (Haydn)

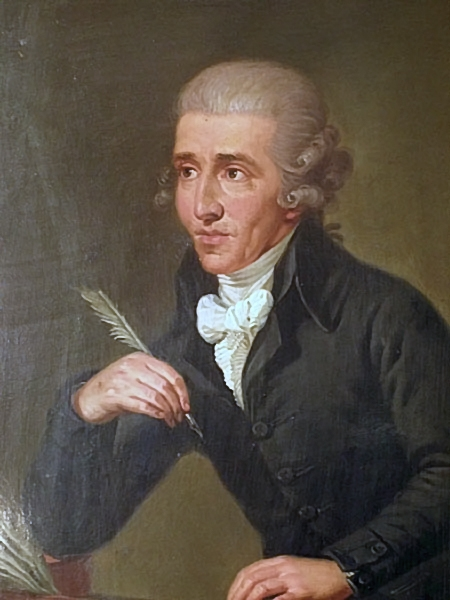
Haydn hacia 1770.

La Sinfonía n.º 30 en do mayor, Hob. I:30, subtitulada Aleluya, fue compuesta por Joseph Haydn en 1765.

## Historia
La producción sinfónica del maestro austríaco puede dividirse a grandes rasgos en tres bloques temporales: el primer bloque (1757-1761) se corresponde con su periodo al servicio del conde Carl von Morzin (n.º 1 - n.º 5); el segundo bloque en la corte Esterházy (1761-1790 pero con la última sinfonía para el público de Esterházy en 1781); y el tercer bloque (1782-1795) comprende las Sinfonías de París (n.º 82 - n.º 87) y las Sinfonías de Londres (n.º 93 - n.º 104). El 1 de mayo de 1761 el compositor firmó su contrato como vice-kapellmeister (más tarde kapellmeister) de la familia Esterházy, que nominalmente duró 48 años, hasta su muerte.
La composición de esta pieza se desarrolló en 1765. Se conserva el manuscrito autógrafo fechado en ese año. El subtítulo Aleluya se debe a que Haydn emplea el canto gregoriano Aleluya en el movimiento de apertura.

## Instrumentación
La partitura está escrita para una orquesta formada por:
- Viento madera: 1 flauta, 2 oboes y 1 fagot.
- Viento metal: 2 trompas en do y 2 trompetas.
- Percusión: timbales.
- Cuerda: una sección de cuerdas con 2 violines, viola, violonchelo y contrabajo.
- Teclado: clavecín como bajo continuo.

La flauta travesera aparece solamente en los movimientos segundo y tercero. Las partes compuestas para dos clarini (trompetas) y timbales posiblemente sean auténticas según H. C. Robbins Landon, pero todavía no se han encontrado copias de estas partes. El uso de los timbales sigue siendo un asunto sin resolver. Por ejemplo, Antal Doráti los omite en su ciclo de sinfonías mientras que varias grabaciones más recientes los incluyen.
En aquella época se solía emplear un fagot para amplificar la voz del bajo, incluso sin una notación separada. En cuanto a la participación del clavecín como bajo continuo en las sinfonías de Haydn existen diversas opiniones entre los estudiosos: James Webster se sitúa en contra; Hartmut Haenchen a favor; Jamie James en su artículo para The New York Times presenta diferentes posiciones por parte de Roy Goodman, Christopher Hogwood, H. C. Robbins Landon y James Webster. A partir de 2019 la mayor parte de las orquestas con instrumentos modernos no utiliza el clavecín como continuo. No obstante, existen grabaciones con clavecín en el bajo continuo realizadas por: Trevor Pinnock (Sturm und Drang Symphonies, Archiv, 1989-1990); Nikolaus Harnoncourt (n.º 6–8, Das Alte Werk, 1990); Sigiswald Kuijken (incluidas las Sinfonías de París y Londres; Virgin, 1988-1995); Roy Goodman (Ej. n.º 1-25, 70-78, 82-87; Hyperion, 2002).

## Estructura y análisis
La sinfonía consta de tres movimientos:
- I. Allegro, en do mayor 4
4
- II. Andante, en sol mayor 2
4
- III. Tempo di Menuet, piu tosto allegro, en do mayor 3
4

La interpretación de esta obra dura aproximadamente entre 15 y 20 minutos. A lo largo de su carrera Haydn incorporó elementos de muy diversos géneros y estilos musicales a su producción sinfónica. Encontró la manera de combinar eficazmente la ópera italiana con el género sinfónico. También fusionó con éxito la sinfonía y el concierto en una sola forma, como se puede observar en su célebre Sinfonía concertante en si bemol mayor, Hob. I:105. En esta sinfonía el maestro austríaco se adentra en el ámbito de la música litúrgica, concretamente en el canto, para insuflar nueva vida a la forma sinfónica. Incorpora el canto de Pascua "Aleluya" en el movimiento inicial. Este "préstamo" ha llevado a algunos estudiosos a especular con la posibilidad de que la obra se interpretara por primera vez como parte de las festividades de Pascua.

### I.Allegro

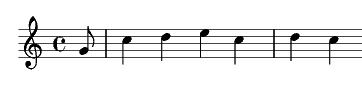
Tema del aleluya del movimiento inicial.

El primer movimiento, Allegro, está escrito en la tonalidad de do mayor, en compás de 4/4 y sigue la forma sonata. La inclusión del "Aleluya" es disimulada con astucia en medio de la textura. El motivo del "Aleluya" domina todo el movimiento ya que se convierte en un elemento integral del mismo. El segundo tema es en realidad una variación de esta melodía y se incluye en el material de coda para la recapitulación. En el desarrollo, después de que el primer tema sea reexpuesto, las primeras tres notas del motivo (do–re–mi) se repiten siete veces a distintas alturas con acompañamiento de semicorcheas.
El canto del "Aleluya" se confunde con la línea melódica principal del Finale de la Sinfonía n.º 41 en do mayor de Mozart. Mozart empleó esta misma melodía en su Canon Aleluya, K. 533, escrito poco después de haber completado su sinfonía en do mayor.

### II.Andante
El segundo movimiento, Andante, está en sol mayor y en compás de 2/4. En el tierno movimiento lento la flauta, que había sido omitida en el movimiento inicial, se une a la orquesta para interpretar numerosos pasajes de solo concertante. El movimiento se caracteriza por un afilado sentido melódico y un esbelto acompañamiento armónico. La elección de la dominante como tonalidad del segundo movimiento es inusual, puesto que la subdominante era más común en Haydn. Esto se debió probablemente a que sol mayor era más favorable para la flauta. Otro movimiento de una sinfonía de Haydn que contiene un solo de flauta de mayor calidad es el segundo movimiento de la Sinfonía n.º 24.

### III.Tempo di Menuet, piu tosto allegro
El tercer y último movimiento, Tempo di Menuet, piu tosto allegro, retoma la tonalidad inicial y el compás es 3/4. El minueto y el Finale se combinan en esta conclusión de la sinfonía, que destaca tanto por la omisión de varias secciones da capo esperadas como por la sofisticación de su orquestación.